# Estadio Pecara
El Estadio Pecara es un estadio multiusos en Široki Brijeg, Bosnia y Herzegovina. Actualmente se usa fundamentalmente para disputar en él partidos de fútbol y es donde juega el equipo local de la primera división bosnia de fútbol NK Široki Brijeg, también se usa para disputar en él la final del torneo de fútbol mjesne zajednice. El estadio tiene una capacidad máxima de 10 000 espectadores.

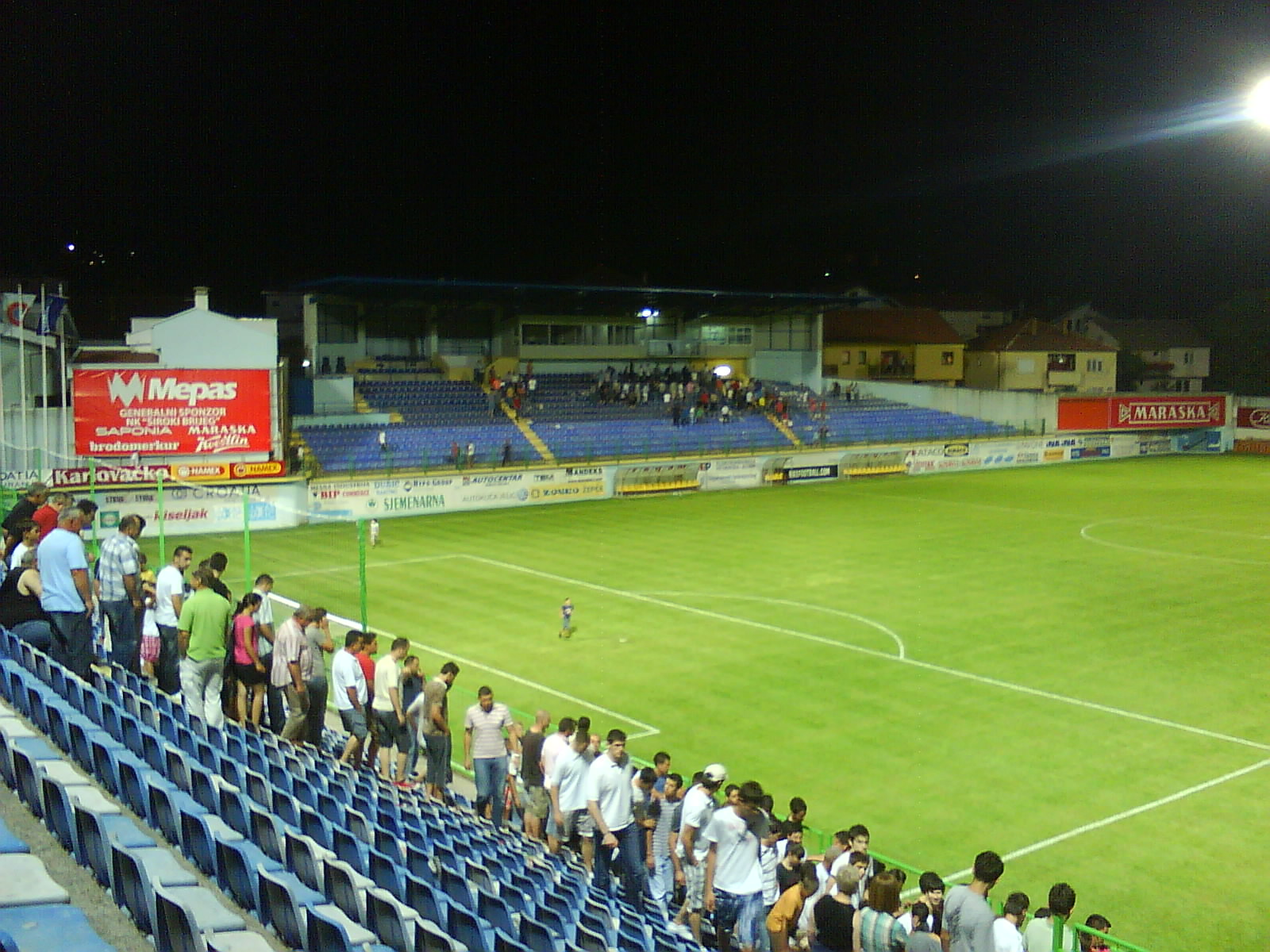
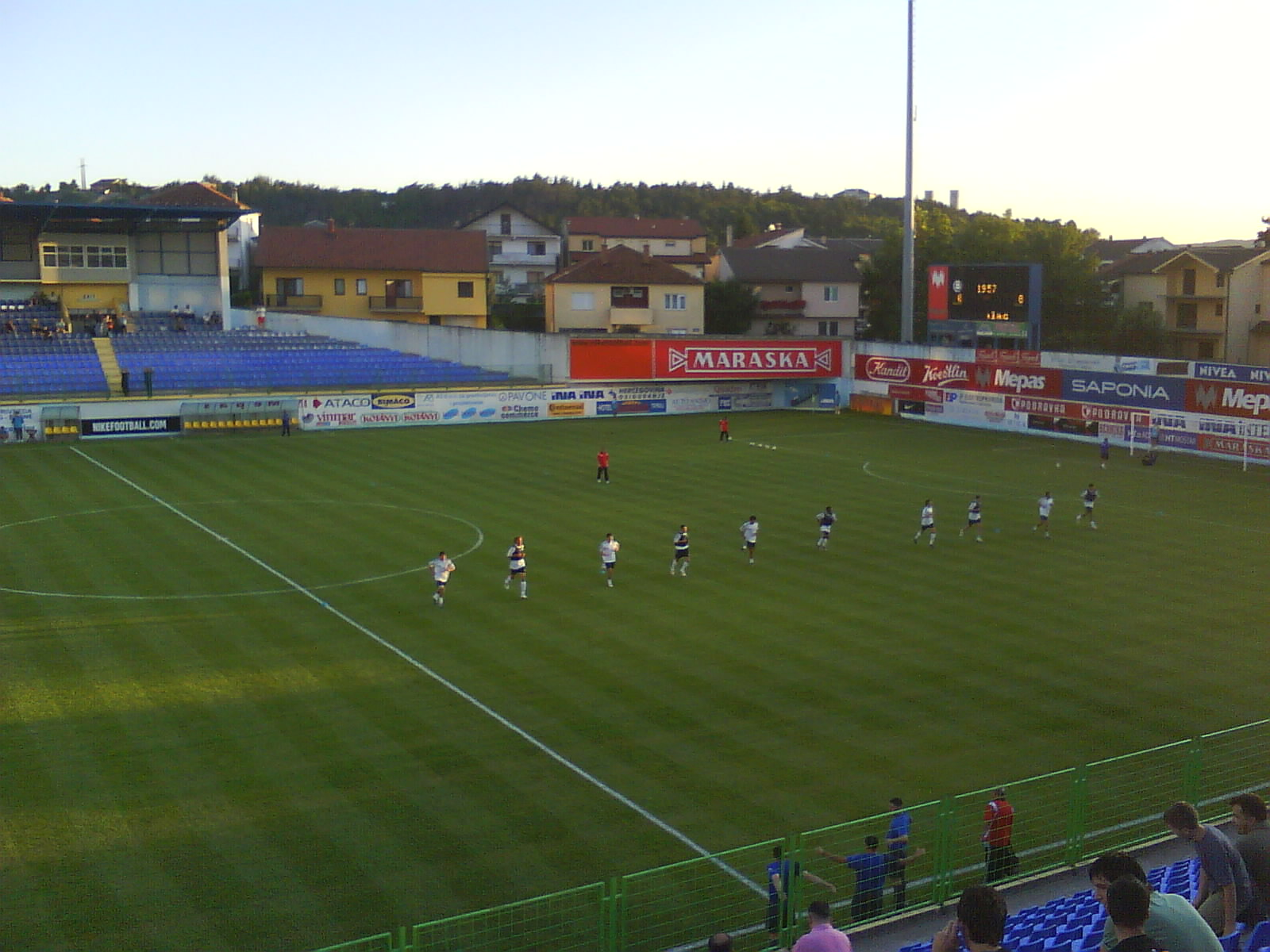